# The Klingon Dictionary
The Klingon Dictionary (Das klingonische Wörterbuch) ist ein Buch von Marc Okrand, welches die von ihm entwickelte klingonische Sprache beschreibt und deren Grammatik erklärt. Es wurde erstmals 1985 veröffentlicht und 1992 nochmals mit einer Erweiterung von 20 Seiten auf insgesamt 192 Seiten ergänzt. Es ist das einzige offizielle Buch zu dem Thema und gilt daher als Standardwerk. Beide Ausgaben wurden zusammen weltweit etwa 300.000 mal verkauft.
Es bildet die Grundlektüre zum Erlernen der Sprache und wird von TV-Produzenten verwendet, um klingonische Dialoge zu bilden. Laut WorldCat ist es Okrands verbreitetstes Werk und wird von über 300 Bibliotheken gehalten.
Das Werk ist als reine Beschreibung der Grammatik formuliert, mit wenigen Beispielen zu jeder Regel. Es ist nur bedingt zum Lernen der Sprache geeignet, da keine Übungen enthalten sind. Das Buch ist nicht als Lehrbuch gedacht, sondern soll den Drehbuchautoren und Schauspielern als Nachschlagewerk dienen. Das Wörterbuch wurde lediglich als Merchandising veröffentlicht.
Als Nachfolger gilt das 1997 erschienene Buch „Klingon for the Galactic Traveler“ (dt. Titel Klingonisch für Fortgeschrittene). Dieses enthält etwa 800 neue Vokabeln sowie detaillierte Angaben zur Verwendung der Sprache, vor allem unter Beachtung des (fiktiven) kulturellen Hintergrunds. Im Gegensatz zum Wörterbuch ist diese Fortsetzung als Volltext geschrieben und beschreibt keine Grammatikregeln. Durch seinen Schwerpunkt auf die klingonische Kultur und den daraus resultierenden sprachlichen Variationen, wie Dialekte und Umgangssprache, wird der Sprache in dieser Fortsetzung mehr Substanz gegeben.

## Inhalt
Das Wörterbuch wurde aus Sicht des fiktiven Star-Trek-Universums geschrieben, d. h. so formuliert, als gäbe es die Klingonen wirklich. Nach einer kurzen Einleitung, gefolgt von Hinweisen zur Aussprache, besteht der größte Teil aus der Beschreibung der klingonischen Grammatik. Im Anschluss daran befindet sich der Wörterbuch-Abschnitt mit insgesamt ca. 1.500 Vokabeln, gefolgt von einer Liste mit nützlichen Sätzen. In der erweiterten Ausgabe von 1992 befinden sich im Anhang weitere grammatikalische Details sowie eine Liste mit etwa 200 zusätzlichen Vokabeln, die in späteren Filmen und der Serie Star Trek: The Next Generation enthalten waren bzw. dafür geschaffen wurden.

## Elektronische Ausgaben
Das Buch ist seit 2008 auch als E-Book erhältlich.
2009 veröffentlichte der Verlag Simon & Schuster das Wörterbuch in Form einer Anwendung für das iPhone als Teil der dreiteiligen Klingon Language Suite. In dieser digitalen Version sind Aussprach-Hinweise, Hinweise zur Anwendung der Vor- und Nachsilben sowie eine Suchfunktion enthalten.

## Übersetzungen
Das Buch wurde 1995 zuerst ins Portugiesische übersetzt und in Brasilien unter dem Titel „Dicionário da língua klingon“ veröffentlicht. Diese Ausgabe hat nur 160 Seiten, ist jedoch fast DIN A4 groß und damit die größte Ausgabe von allen.
Die deutsche Übersetzung erschien 1996 beim Heel Verlag mit dem Titel „Das offizielle Wörterbuch Klingonisch/Deutsch“ mit 192 Seiten. Die erste Ausgabe enthielt sehr viele Übersetzungs-, Tipp- und inhaltliche Fehler
Das Buch ist vergriffen, eine vom Klingonischexperten Lieven Litaer überarbeitete Version ist jedoch seit 29. April 2013 erhältlich.
Eine italienische Übersetzung ist 1998 beim römischen Verlag Fanucci Editore als „Il dizionario Klingon-Italiano“ mit 256 Seiten erschienen. Das Buch ist vergriffen.
Mit dem Titel „Klingonský slovník“ wurde das Buch 2008 ins Tschechische übersetzt. Diese Übersetzung ist in seinen Abmessungen etwas kleiner und enthält daher 280 Seiten. Als einzige Ausgabe enthält dieses Werk einen zusätzlichen Anhang mit ca. 350 neuen Wörtern, die Okrand nach der Veröffentlichung des offiziellen Wörterbuchs in anderen Quellen – wie das Journal des Klingon Language Institute – bekannt gegeben hatte.

## Trivia
- In der Folge „Dessous auf der Oberleitung“ (7. Folge / 2. Staffel) der TV-Serie The Big Bang Theory wird das Wörterbuch verwendet, um klingonisches Boggle zu spielen.